# Технический центр (платформа)
Технический центр Парка «Патриот», также «Технический центр», ранее носил название «Музей», «Танковый музей» — промежуточный остановочный пункт на однопутной неэлектрифицированной линии Кубинка I — Парк «Патриот» Белорусского (Смоленского) направления железной дороги МЖД, расположенный на территории парка «Патриот». Территориально находится в Одинцовском городском округе Московской области.

## История
Платформа была возведена в 2015 году на железнодорожной линии, проложенной к парку «Патриот».

## Описание
Располагается вне основной части парка «Патриот», ближе к станции Кубинка I. Выход с платформы осуществляется к танковым музеям технического центра парка «Патриот».
Состоит из одной высокой боковой платформы. Турникетами не оборудован, зал ожидания и кассы отсутствуют.

## Движение
Особенностью платформы является то, что она обслуживает пассажиров только во время проведения выставок «Армия», проходящих ежегодно в парке «Патриот».
До 2020 года платформа обслуживала составы РА-2, курсирующие по маршруту Кубинка I — Парк «Патриот».
В 2020 году в дополнение к РА-2 был пущен поезд «Ласточка» от Белорусского вокзала. Поезд следует на собственной (электрической) тяге до станции Кубинка I, где цепляется к тепловозу и далее следует на тепловозной тяге.